# امبالاکیندرسی
امبالاکیندرسی (به لاتین: Ambalakindresy) یک سکونتگاه مسکونی در ماداگاسکار است که در هائوته ماتسیاترا واقع شده‌است.

## خصوصیات
امبالاکیندرسی ۱۳٬۰۰۰ نفر جمعیت دارد و ۱٬۱۹۵ متر بالاتر از سطح دریا واقع شده‌است.